# Mozart: 26. szimfónia
Wolfgang Amadeus Mozart 26. szimfóniája.  Esz-dúrban íródott, az eredeti Köchel-jegyzékben a 184-es szám alatt volt megtalálható; a jelenleg aktuális változatban 166a megjelölés alatt szerepel.
A mű autográfján 1773. március 30-a olvasható.

## Műfaji keveredés
Ez a szimfónia, amely Salzburgban készült, voltaképpen nyitány: három összefüggő tételből áll. Georges St. Foix Mozart szimfóniájáról szóló könyvében a következőket írja: "Az első tétel erőszakosságát az Andante végtelen bánata követi (mollban), és a finálé buzgó, vidám ritmusa valamiért elválasztja ezt a szimfóniát a többitől; a romantikus felmagasztalás itt eléri climaxát, és az ezt követő nyitányok vagy semmit, vagy nagyon keveset tudnak felmutatni ehhez képest"
Neal Zaslaw szerint ez a szimfónia valamilyen színházi produkció nyitányaként szolgálhatott. Ezt igazolja a mű különös természetessége, a szünet nélkül játszott három tétele, és a hangszerelése, mivel 2 fuvolát és 2 oboát ír elő, és őket szimultán is szerepelteti. Mozart szimfóniáiban és zenekari szerenádjaiban a két hangszert külön-külön szerepeltette, nem egyszerre (még kései szimfóniáiban is csak két oboa és egy fuvola van egyszerre). Ilyen megoldással csak operáiban találkozhatunk (Die Schuldigkeit des ersten Gebots, Mitridate, Ascanio in Alba, Il sogno di Scipione nyitányaiban). Zaslaw szerint külön bizonyíték, hogy mikor Mozart a K. 45-ös szimfóniát átalakította a La finta semplice nyitányává, akkor is két fuvolával toldotta meg a hangszerelést.
Ezzel a darabbal egy időben keletkezett még néhány hasonló szerkezetű mű, amely ismét sinfonia, azaz olasz stílusú nyitány. Ezeket a műveket nyilván megbízásból írta Mozart, amit olaszországi útján kapott egy sorozat sinfonia komponálására és amely megbízásnak Salzburgba visszatérve tett eleget.
A művet később – nyilván Mozart beleegyezésével – Johann Böhm színtársulata nyitányként alkalmazta a „Lanassa” című színdarab előtt. (Ugyanezen darab utolsó felvonásában megszólaltatták a Thamos, egyiptom királya kísérőzenéjét is, természetesen a körülményeknek megfelelő, leegyszerűsített összeállításban.)

## Tételek
„Itáliai”-felépítésű szimfónia, tehát három tételt tartalmaz:
1. Molto Presto
2. Andante
3. Allegro [Rondó]

Az Esz-dúr nyitány-szimfónia miniatűr drámának is beillenék, olyan mozgalmas, „cselekményes” és tervszerűen felépített a három tétel egymásutánja. Lassú tételében az olaszoktól tanult ellenpont technikáját alkalmazza a zeneszerző, hangszerelésében azonban Joseph Haydn példáját követi. Ez a tétel (a kis g-moll szimfóniával ellentétben) nem lírai pihenő, hanem izgatott és szenvedélyes deklamáció: karakterét c-moll hangneme is meghatározza.

## Külső hivatkozások
- K184 The Symphony in Eb--An Overture??? – Dennis Pajot írása a Mozart Forumon